# ロッサー・リーブス
ロッサー・リーブス（Rosser Reeves、1910年9月10日 - 1984年1月24日）は、アメリカのコピーライター。有名広告代理店、テッド・ベイツ・エージェンシーの会長でもあった人物である。

## 生涯・人物
バージニア州のメソジスト派の伝道師の家に生まれる。バージニア大学に在学するも、禁酒法時代に酩酊状態で車を運転し、友人の車を衝突させ、同大学を退学させられる。本人は化学について、何の興味も無く、酒とダンスとギャンブルに明け暮れていたが、州が主催した化学コンテストで「Better Living Through Chemistry」（化学を通してより良い生活を）なる論文を提出し、賞金100ドルを手にすると、リッチモンドへと移り、若い才能を求めていた、地元の銀行に経理として雇われる。経理については不向きであったものの、文章作成能力の才能があることに気づくと共に、広告を書き始め、1940年には、以降のビジネスパートナーとなるテッド・ベイツと共にニューヨークへ移り「テッド・ベイツ・エージェンシー」を設立する。
1950年代には、頭痛薬アナシンのテレビCMで、多くの人が緊張を生み出す状況や、軋轢に遭う場面を克明に描いたテレビCMを放映し「Tension, Pressure, Pain.」（緊張、圧力、苦痛を感じたら、アナシンを御服用下さい）とのキャッチコピーで、同頭痛薬の売り上げを驚異的に伸ばすと共に、1960年代には、砂糖によるコーティングで炎天下でも溶けないチョコレートとして有名な、M&M'sの「Melt In Your Mouth, Not In Your Hand.」（お口で溶けて、手で溶けない）等のキャッチコピーを考案したことでも、その名を知られる。こうした製品の優れた独自性を持ったセールスポイントを一貫して強くアピールする、ユニーク・セリング・プロポジションなる用語を考案したことでも有名である。
この他には1952年のアメリカ大統領選挙における、ドワイト・アイゼンハワーの選挙CMを手掛けてもいる。
1984年1月24日、心臓発作により、ノースキャロライナ州チャペルヒルの自宅で死去。享年73歳。

## その他
元コピーライターで作家の西尾忠久は、フォルクスワーゲン・ビートルの理知的な広告文案によるキャンペーンで有名なDDBのウィリアム・バーンバックを「アテネ」と評したのに対し、一貫して徹底的にモノを売る広告手法を取った、ロッサー・リーブスの広告スタイルを「スパルタ」と評している
。